# 吉姆·博斯蒂克
吉姆·博斯蒂克（英語：James Bostic，1953年1月28日—），美国NBA联盟职业篮球运动员。他在1975年的NBA选秀中第8轮第13顺位被堪萨斯城国王队选中。